# Cratere Guyot
Guyot è un cratere lunare di 98,28 km situato nella parte nord-occidentale della faccia nascosta della Luna, a sudovest dal cratere Kostinskiy da cui è separato solo da pochi km di terreno accidentato. A ovest-sudovest giace il cratere Lobachevskiy e ad est-sudest il cratere Ostwald.
Il bordo è consumato e la sua forma è stata distorta dagli impatti successivi. Diversi crateri minori si trovano lungo il bordo e segnano la superficie interna.
Il cratere è dedicato al geologo elevetico-statunitense Arnold Henri Guyot. 

## Crateri correlati
Alcuni crateri minori situati in prossimità di Guyot sono convenzionalmente identificati, sulle mappe lunari, attraverso una lettera associata al nome.
| Guyot | Coordinate             | Diametro (in km) |
| ----- | ---------------------- | ---------------- |
| J     | 8°18′36″N 119°39′00″E  | 14,2             |
| K     | 8°20′24″N 118°44′24″E  | 14,08            |
| W     | 13°52′48″N 115°29′24″E | 20,21            |